# Dieter Brauner
Hans-Dieter Brauner (* Mai 1941) ist ein deutscher Basketballtrainer. Er gilt als der Vater des Oberhausener Damen-Basketballs.

## Werdegang
Brauner durchlief in Köln, Saarbrücken und Bonn ein Lehramtsstudium mit anschließendem Referendariat in Duisburg. 1968 trat er an der Bertha-von-Suttner-Gymnasium in Oberhausen in den Schuldienst ein, lehrte dort Erdkunde, Mathematik und später auch Informatik. Er stieg bis 1989 zum Studiendirektor auf. Zeitweise war er ebenfalls an der Gesamthochschule Duisburg als Lehrbeauftragter für die Sportart Basketball tätig. 2001 ging er in den Ruhestand.
1970 Brauner rief am Bertha-von-Suttner-Gymnasium eine Basketballarbeitsgruppe für Mädchen ins Leben und betreute die Spielerinnen gleichzeitig auch bei Rot-Weiß Oberhausen (RWO) im Vereinssport als Trainer. Bereits 1971 führte Brauner RWO zum Gewinn der deutschen Meisterschaft in der weiblichen B-Jugend, dieser Erfolg wurde 1972 wiederholt. 1973 gewann er mit der Basketballauswahl des Bertha-von-Suttner-Gymnasium in Helsinki die inoffizielle Schulsporteuropameisterschaft. 1974 verließ Brauner wegen Meinungsverschiedenheiten mit dem Vereinsvorsitzenden Rot-Weiß Oberhausen und wechselte mit seinen Spielerinnen zur SG Osterfeld. Brauner gewann mit den Basketballspielgruppen des Bertha-von-Suttner-Gymnasiums mehrfach den Schulsportwettbewerb Jugend trainiert für Olympia.
Die Damen der SG Osterfeld führte er als Trainer von der Bezirksliga über die 2. Bundesliga (Aufstieg 1976) in die Bundesliga (Aufstieg 1982). Aufgrund einer Neuordnung der höchsten deutschen Spielklasse mussten Brauner und die SGO-Frauen im Anschluss an die Saison 1982/83 aus der Bundesliga absteigen. 1984 gelang die Rückkehr in die höchste Spielklasse, in der Brauner weiterhin das Traineramt ausübte. 1986 verließ die gesamte Basketballabteilung der SG Osterfeld den Verein und gründete die BG Bero-Centrum Oberhausen. Seine Ehefrau Karin (geborene Flür) spielte in Oberhausen unter Brauner Basketball, wurde später ebenfalls Trainerin und Lehrerin. Beim 1992 gegründeten Nachfolgeverein New Basket '92 Oberhausen war Brauner ebenfalls Trainer, führte im Jahr 2000 die weibliche C-Jugend des Vereins gemeinsam mit seiner Frau Karin zum Gewinn des deutschen Jugendmeistertitels. Er wurde NBO-Ehrenvorsitzender.